# 郑道溪
郑道溪（1954年—），男，福建龙海人，中华人民共和国政治人物，曾任福建省人大常委会副主任，福建省总工会主席，厦门市人大常委会主任，第十届全国人大代表。
2008年10月17日，中国工会十五大在北京开幕，大会选举他出任主席团委员。